# Franz Servaes
Franz Servaes (Colonia, 17 luglio 1862 – Vienna, 14 luglio 1947) è stato uno scrittore tedesco.
Dopo studi di letteratura e storia dell'arte a Tubinga, Lipsia e Strasburgo, iniziò a Berlino una carriera di corrispondente per riviste di critica teatrale come il Vossche Zeitung. Allo scoppio della prima guerra mondiale si stabilì a Berlino. Lì rimase fino al 1940, anno in cui si trasferì a Vienna, dove rimase sino alla sua morte.
Ha pubblicato saggi di letteratura e arti visive, e in particolare studi su Edvard Munch, Max Klinger, Hans Thoma e Giovanni Segantini.